# 다이간인
다이간인(大巌院)은 일본 지바현 다테야마시에 있는 정토종 사원이다. 1603년 세워졌고 1610년 다테야마 번주 사토미 다다요시가 재건했다.

## 사면석탑
사원 내에는 사면석탑(四面石塔)이 있다. 사면석탑은 1624년에 세워졌으며, 사각으로 된 돌기둥 각 면에 ‘나무아미타불’이 4가지 글씨로 새겨져 있다. 1969년 지바현 지정유형문화재로 등록되었다.
| 남쪽 면                                                                  | 동쪽 면      | 북쪽 면 | 서쪽 면       |
| 한자                                                                     | 한글         | 실담 문자 | 한자 (전서체) |
| ------------------------------------------------------------------------ | ------------ | --- | ------------- |
| 利剣即是彌陀号 一聲称念罪皆除 南無阿彌陀佛 門門不同八万四 為滅無明果業因 | 남뭉ᅙᅡᆼ밍땅뿌ᇙ | 干時元和十年三月十四日房州山下大網村大巖院檀蓮社雄誉 𑖭 𑖦𑖲 𑖀 𑖦𑖰 𑖟 𑖤𑖲𑖾 寄進水向施主山村茂兵建誉超西信士栄寿信女為之逆修 | 南無阿彌陀佛  |
| 실담 문자 전사: नमुअमिदबुः namu amidabuḥ                                     |              | |               |

북쪽 면에 새겨진 실담 문자는 ‘나무아미타불’의 실제 산스크리트어 표기인 namo amitābha와 차이가 있으며, 일본어 발음 なむあみだぶつ의 영향을 받은 것으로 보인다. 실담 문자의 양쪽에는 탑을 세운 사람과 날짜 등이 새겨져 있다.
남쪽 면의 양 옆에 새겨진 것은 선도(善導)의 《반주찬(般舟讚)》에 실려 있는 것으로, 정토교에서 항마게(降魔偈)로 알려져 있다.

門門不同八万四

為滅無明果業因

利剣即是彌陀号

一聲称念罪皆除

동쪽 면에 새겨진 한글은 南無阿彌陀佛 각 글자의 동국정운식 표기로, 받침 소리가 나지 않는 글자에 ㅇ 받침이 채워져 있고, 佛의 받침에 이영보래가 되어 있다. 장영길은 한자의 동국정운식 표기와 한글의 서체, 그리고 정토교에서 중요하게 생각하는 경전 등을 근거로 이 석탑의 한글이 《아미타경언해》의 쌍계사본을 참조해 새겨졌을 것이라고 추정했다.
다테야마시에서 20km 정도 떨어진 훗쓰시 쇼오인(松翁院)에도 1658년에 거의 동일한 글씨를 새겨 세운 사면석탑이 있다.